# Los Laureles, Oluta
Los Laureles är en ort i Mexiko.   Den ligger i kommunen Oluta och delstaten Veracruz, i den sydöstra delen av landet, 500 km öster om huvudstaden Mexico City. Los Laureles ligger 91 meter över havet och antalet invånare är 190.
Terrängen runt Los Laureles är huvudsakligen platt. Los Laureles ligger uppe på en höjd. Runt Los Laureles är det ganska tätbefolkat, med 52 invånare per kvadratkilometer. Närmaste större samhälle är Acayucan, 1,5 km nordväst om Los Laureles. Omgivningarna runt Los Laureles är en mosaik av jordbruksmark och naturlig växtlighet.